# Новонаталине (Самарська область)
Новонаталине (рос. Новонатальино) — село в Безенчуцькому районі Самарської області Російської Федерації.
Населення становить 89 осіб. Входить до складу муніципального утворення сільське поселення Наталине.

## Історія
Населений пункт розташований у межах українського етнічного та культурного краю Жовтий Клин.
Від 2005 року входило до складу муніципального утворення сільське поселення Наталине.

## Населення
| 2010 | 2012 | 2013 | 2014 | 2015 | 2016 |
| ---- | ---- | ---- | ---- | ---- | ---- |
| 91   | ↘78  | ↗80  | ↗82  | ↗85  | ↗89  |